# Hans-Jürgen Syberberg
Hans-Jürgen Syberberg (Nossendorf, Vorpommern, 8 de dezembro de 1935), é um cineasta alemão conhecido principalmente pelo seu longo filme Hitler, um filme da Alemanha.
Muitos comentadores, incluindo o próprio Syberberg, têm caracterizado o seu trabalho como uma combinação cinematográfica entre o teatro épico de Bertolt Brecht e a estética da ópera de Richard Wagner.

## Filmografia
- 1965 - Fünfter Akt, Siebte Szene. Fritz Kortner probt Kabale und Liebe
- 1965 - Romy. Anatomie eines Gesichts
- 1966 - Fritz Kortner spricht Monologue für eine Schallplatte
- 1966 - Wilhelm von Kobell
- 1966 - Die Grafen Pocci - einige Kapitel zur Geschichte einer Familie
- 1968 - Scarabea - Wieviel Erde braucht der Mensch
- 1969 - Sex-Business - made in Pasing
- 1970 - San Domingo
- 1970 - Nach meinem letzten Umzug
- 1972 - Ludwig - Requiem für einen jungfräulichen König (Ludwig - requiem para um rei virgem)
- 1972 - Theodor Hirneis oder: Wie man ehem. Hofkoch wird
- 1974 - Karl May  (Karl May)
- 1975 - Winifried Wagner und die Geschichte des Hauses Wahnfried von 1914-1975
- 1978 - Hitler: ein Film aus Deutschland (Hitler - um filme da Alemanha)
- 1981 - Parsifal
- 1984 - Die Nacht
- 1985 - Edith Clever liest Joyce
- 1986 - Fräulein Else
- 1987 - Penthesilea
- 1989 - Die Marquise von O.
- 1993 - Syberberg filmt Brecht
- 1994 - Ein Traum, was sonst
- 1997 - Höhle der Erinnerung